# Transvaaliana distanti
Transvaaliana distanti är en insektsart som först beskrevs av Henri Saussure 1892.  Transvaaliana distanti ingår i släktet Transvaaliana och familjen Pamphagidae. Inga underarter finns listade i Catalogue of Life.